# پیوند (فیلم ۱۹۶۹)
پیوند (به هندی: Bandhan) یا گره (به انگلیسی: tie) فیلمی هندی محصول سال ۱۹۶۹ و به کارگردانی نارندرا بدی است. در این فیلم بازیگرانی همچون راجش خانا، ممتاز، جوان، کانیالال، راجندرا نات، آریونا ایرانی، دی.کی.ساپرو، آنجو ماهندرو، آچالا ساچدف، روپش کومار و کمال کاپور ایفای نقش کرده‌اند.